# Journal de Berlin
Journal de Berlin – gazeta, którą założył w 1740 r. Fryderyk Wielki, król Prus. Pierwszy numer "Journal de Berlin" ukazał się 2 lipca 1740 r. Podobnie jak założona miesiąc wcześniej niemieckojęzyczna "Berlinische Nachrichten", gazeta ta miała przyczynić się do utworzenia w Berlinie ośrodka naukowego o europejskiej renomie. Gazeta była dostępna ogółowi europejskich ludzi nauki władającemu francuszczyzną. Wielu cudzoziemców prenumerowało to pismo. Innych zachęciło do osiedlenia się w Prusach i prowadzeniu tam badań pod protektoratem Fryderyka.